# Sebastián Cardozo
Sebastián Cardozo, vollständiger Name Sebastián Cardozo Coitinho, (* 9. September 1995 in Montevideo) ist ein uruguayischer Fußballspieler.

## Karriere
Der 1,89 Meter große Defensivakteur Cardozo gehört seit der Clausura 2015 dem Kader des Erstligisten Racing Club de Montevideo an. Bei den Montevideanern debütierte er unter Trainer Santiago Ostolaza am 3. Mai 2015 bei der 1:4-Heimniederlage gegen den Club Atlético Rentistas mit einem Startelfeinsatz in der Primera División. Bis zum Saisonende lief er in insgesamt fünf Erstligaspielen (kein Tor) auf. In der Spielzeit 2015/16 folgten drei weitere Erstligaeinsätze (kein Tor). Während der Saison 2016 sind keine Einsätze in Erstligaspielen für ihn geführt.